# Laconi
Laconi är en ort och kommun i provinsen Oristano i regionen Sardinien i Italien. Kommunen hade 1 855 invånare (2017).